# Falangerinis
Els falangerinis (Phalangerini) són una tribu de pòssums de la família dels falangèrids. Inclou dos gèneres, Phalanger (13 espècies) i Spilocuscus (5 espècies).
- Gènere Phalanger
  - Phalanger alexandrae
  - Cuscús de muntanya, Phalanger carmelitae
  - Cuscús terrestre de les illes Aru, Phalanger gymnotis
  - Cuscús comú oriental, Phalanger intercastellanus
  - Cuscús de l'illa Woodlark, Phalanger lullulae
  - Phalanger matabiru
  - Cuscús de Telefomin, Phalanger matanim
  - Cuscús comú meridional, Phalanger mimicus
  - Cuscús comú septentrional, Phalanger orientalis
  - Cuscús de les Moluques, Phalanger ornatus
  - Cuscús de Rothschild, Phalanger rothschildi
  - Cuscús sedós, Phalanger sericeus
  - Cuscús de Stein, Phalanger vestitus
- Gènere Spilocuscus
  - Spilocuscus kraemeri
  - Cuscús tacat, Spilocuscus maculatus
  - Cuscús tacat de l'illa Waigeo, Spilocuscus papuensis
  - Cuscús roig-i-negre, Spilocuscus rufoniger
  - Spilocuscus wilsoni